# Осломей (община)
Осломей (макед. Општина Осломей) — община в Северной Македонии. В 2013 году была расформирована и объединена с общиной Кичево. Население составляло 10 425 человек (2002 год).
Административный центр — село Осломей.
Площадь территории общины 121,09 км².
Граничит с общинами Северной Македонии:
- на востоке — с общиной Македонски-Брод;
- на юге — с общиной Вранештица;
- на юго-западе — с общиной Пласница;
- на западе — с общиной Заяс;
- на севере — с общиной Гостивар.

Этническая структура населения в общине по переписи населения 2002 года:
- албанцы — 10 252 (98,4%)
- македонцы — 110 (1,1%)
- остальные — 58 (0,6%)